# コール オブ デューティ ファイネストアワー
『コール オブ デューティ ファイネストアワー』（英語: Call of Duty: Finest Hour、略称: CoD:FH）は、第二次世界大戦を題材としたFPSである『CoDシリーズ』のひとつ。
日本ではXboxとPS2で発売され、国外ではニンテンドー ゲームキューブでも発売された。北米のPS2では『CoD2:BRO』とカップリングした、ダブルパック『Call of Duty: Legacy』も発売されている。
このゲーム内の音楽はマイケル・ジアッキーノによるもの。
また、ナレーションにはデニス・ヘイスバートが起用され、AC/DCメンバーであるブライアン・ジョンソンがイギリス軍指揮官役で参加した。

## 概要
ステージとなるのは歴史的有名な場所で、ロシアのスターリングラードやアフリカ砂漠、オランダやライン川のレマゲン鉄橋など。
本作『CoD:FH』は、シリーズ1作目である『CoD』のコンシューマー・アレンジ的な位置づけにあったが、完成度の高さや独自のシナリオなどによって完全なる別物である。しかし、ロシア編の冒頭など、初代作品の雰囲気を受け継いでいるのも事実である。
本作はPCで大ヒットしたゲームの続編ということと、当時のコンシューマーゲームとしてはハイクオリティなグラフィックが話題となった作品である。

## ステージ一覧

レマゲン鉄橋もといルーデンドルフ橋

東部戦線編　
Not one step back! - 1942年 9月20日 スターリングラード ソビエト
激戦中のスターリングラードに送られたソコロフ。彼は、政治将校が取り仕切る小さなボートで、スツーカ急降下爆撃機の機銃掃射と砲弾が降り注ぐヴォルガ川を横断していた。
その政治将校の一歩も引き下がるな！（Not one step back!）という言葉に後押しされて上陸したソコロフを待ち受けていたのは、砲弾や銃撃によってドミノ倒しのように倒れるソビエトの同志たちであった。
Flag mustfall - 占領の証 1942年9月20日
敵を撃退し、なんとか公園までたどり着くソコロフ。だが、ここまで先導してくれたプシュコフ軍曹がソコロフを庇いドイツ軍スナイパーの餌食となってしまう。
直後にタニアと名乗る同志が現れ、敵スナイパーを始末。彼女によると公園の天辺にドイツ軍の司令部があり、そこを陥落させない限りスターリングラードは取り戻せないとのこと。
『占領の証』として、敵司令部の旗は降ろさねば（Flag Mustfall）ならない。
Dead in her sights - 死の照準 1942年10月3日
公園での戦いの後、ソコロフとタニアは共に行動していた。ドイツ軍の歩兵部隊を狙撃し、キュリレンコ一等兵の案内によって、下水道を通り目的地であるトラクター工事へと向かえ。
Defend Factory - 最後の戦車 1942年10月3日
ソコロフとタニアは市内のトラクター工場を奪還する為に潜伏していた。そこにバダノフ戦車兵が現れ、共にドイツ軍を殲滅し、戦車で脱出せよ。
Breac down - 司令部へ 1942年10月3日
バダノフが乗る戦車がエンジントラブルで応急修理が終わるまでソコロフとタニアはドイツ軍を迎撃する間に修理は完了するも機甲部隊による赤軍の司令部が攻撃を受けていた。防衛線を維持し、退けよ。
Into red square - 赤の広場へ 1942年10月3日
バダノフ率いる戦車部隊は赤の広場を奪還する為に反転攻勢に打って出るが、ドイツ軍の機甲部隊が配備しており友軍との連絡を途絶えていた為、新しい無線機を贈り届けてカチューシャロケット部隊に砲撃支援を要請せよ。
Saturn - リトル・サターン作戦 1942年12月24日 タチンスカヤ ソビエト
バダノフ率いる戦車部隊はタチンスカヤ飛行場を奪還すべく、カチューシャロケット部隊と連携を取り、大規模の反攻作戦を展開するも既にドイツ軍は待ち構えていた。
Arfield ambush - 空港襲撃 1942年12月24日
バダノフ率いる戦車部隊はタチンスカヤ飛行場を強襲した。格納庫にある全てのドイツ軍機を破壊した後、最終目標の管制塔を制圧せよ。
　北アフリカ戦線編　
Matma - 夜襲作戦 1943年1月22日 マトマタ チュニジア
トーチ作戦が開始してから連合軍による反攻作戦を展開し、ドイツ・アフリカ軍団は除々に敗退を重ねる中、イギリス軍の特殊部隊に所属するカーライルは苦戦を強いられるマトマタを急襲し、前線基地に奇襲を仕掛けろ。
Depot sabatoge - 貯蔵庫爆破 1943年1月22日
カーライルは前線基地の発電機を爆破した事により、夜襲は成功し、残るは燃料貯蔵庫の破壊工作と掃討戦を完了せよ。
A Desert Ride - 砂漠戦 1943年1月23日 タルシネ チュニジア
ジープでタルシネへ向かう途中で燃料補給を行う中、ドイツ軍の襲撃に遭いながらもカーライルは前線を突破し、味方の友軍と合流せよ。
Raiding the Fortress - 要塞攻略 1943年1月23日
目的地に辿り着くがスツーカ急降下爆撃機を受け、ジープが横転するがカーライルは友軍と共に白兵戦を展開しながら最終目標であるドイツ軍の要塞を攻め落とせ。
　西部戦線編　
First City To Fall - アーヘンの戦い 1944年10月21日 ドイツ アーヘン
マーケット・ガーデン作戦は失敗に終わり、連合軍は撤退を余儀なくされるがオランダ解放は事実上頓挫するがアメリカ軍は遂にジークフリート線を突破し、ドイツ国内に侵攻を果たした。そんな中、第一歩兵師団所属のウォーカーはドイツの都市であるアーヘンを攻略する為にM12部隊を護衛せよ。
Underground Passge - 地下での邂逅 1944年10月21日
戦車部隊と別れ、ウォーカーは分隊を率いて街の下水道へ侵入するがそこにドイツ軍が待ち受けていた。地下道を一掃し、地上へのルートを探せ。
Surrender at Aachen - アーヘン占拠 1944年10月21日
ウォーカーは地上へ辿り着くもアメリカ軍の戦車部隊と合流を果たし、ドイツ軍の指令本部であるアーヘン大聖堂を奪還し、街を解放せよ。
Come out Fighting - バストーニュへの楔 1945年1月9日 ティレ ベルギー
バルジの戦いが佳境を迎えていた頃、アメリカ軍はベルギーを解放する為にバストーニュへ大攻勢を仕掛けるが2度も失敗していた。しかし、第761師団に所属するリバース率いる戦車部隊はティレを攻略及び、ドイツ軍を駆逐せよ。
Road to Remagen - レマーゲン探索 1945年4月7日 レマーゲン ドイツ
シュタフェロットの戦いの後、ライン川に架かる橋を探す為にウォーカーは小隊を率いて、レマーゲンの街を威力偵察せよ。
Last Bridge Standing - 最後の橋 1945年4月7日
リバース率いる戦車部隊と合流を果たし、共に進軍を再開し、ドイツ軍の強固な防衛線を突破し、攻略目標の橋に辿り着け。
Into the Hertiand - ライン川を超えろ 1945年4月7日
目的地に辿り着くがドイツ軍はルーデンドルフ橋の爆破を行う中、アメリカ軍は全力でこれを阻止する為、ウォーカーは歩兵部隊を率いて見張台に旗を掲げ、進軍ルートを確保せよ。

## 登場人物
シリーズの他作品の主人公達がほとんど喋らないのに対し、本作の主人公たちは全員に台詞があるのが特徴である。

### ソ連軍
アレクサンドロ・ソコロフ（Alexsandr Sokolov）
ソ連編主人公のひとり。プレイヤーが最初に操作するキャラクターである。軍に入る前は時計職人の修行していた。若く未熟な兵士だが、祖国を守るために戦う覚悟はできており、彼は、ナチス・ドイツの侵攻により、陥落寸前の都市スターリングラードに派遣された。
タニア・パヴェロヴナ（Tanya Pavelovna）
ソ連編主人公のひとり。ドイツ軍の侵攻により故郷と両親を失う。ソ連軍の女性狙撃手であり、スターリングラードの戦闘に参加。公園での攻防戦ではソコロフを援護し、以後行動を共にする。
プレイヤーがソコロフの次に使用するキャラクター。モシン・ナガン狙撃銃を扱う。
モデルは、女性スナイパーのリュドミラ・パヴリチェンコとされる。
ニコライ・バダノフ（Nikolai Badanov）
ソ連編主人公の一人。階級は中尉。軍に入る前は工場で働いていたため、それに影響してか軍でもエンジニアとして従事。後に戦車乗りになる。
ドイツ軍に最後の戦車がある工場を包囲されているところを、ソコロフとタニアの援護により救われ脱出に成功する。
プレイヤーがタニアの次に使用するキャラクター。T-34戦車を駆る。

### イギリス軍
エドワード・カーライル（Edward Carlyle）
イギリス編の主人公。ポプスキー私兵団の隊員。本国に居る彼の妻は、彼が安全なところでデスクワークをしていると思い込んでいるが、彼の所在はオフィスなどではなくドイツアフリカ軍団が展開するアフリカ砂漠であった。

### アメリカ軍
チャック・ウォーカー（Chuck Walker）
アメリカ編の主人公。所属はアメリカ陸軍の『ビッグ・レッド・ワン』。階級は軍曹→中尉。本編では回想に出てくるだけだが、ノルマンディー上陸作戦にも参加した。
後半にはライン川に架かるレマゲン鉄橋、通称「最後の橋」の確保を命じられる。
サム・リバース（Sam Rivers）
アメリカ編主人公の一人。M4中戦車（シャーマン戦車）を駆る黒人の戦車兵。階級は軍曹。
後半にはチャック編にも登場するが、彼がプレイヤーキャラクターになるのは1回のみ。

## マルチプレイ
Xbox版ではXbox Liveとシステムリンクによるマルチプレイが可能。

## PS2版の不具合について
一定の動作をするとロード画面のまま停止してしまう。"プレイステーション2用ソフト「コール・オブ・デューティ」に関するお詫びとお知らせ" 